# Гамба (Габон)
Гамба (фр. Gamba) — місто у габонській провінції Приморське Огове.

## Географія
Розташовується на південному заході країни, на узбережжі Атлантики.

### Клімат
Місто знаходиться у зоні, котра характеризується кліматом тропічних саван. Найтепліший місяць — квітень із середньою температурою 27.5 °C (81.5 °F). Найхолодніший місяць — липень, із середньою температурою 23.1 °С (73.6 °F).
| Клімат Гамби            | Клімат Гамби | Клімат Гамби | Клімат Гамби | Клімат Гамби | Клімат Гамби | Клімат Гамби | Клімат Гамби | Клімат Гамби | Клімат Гамби | Клімат Гамби | Клімат Гамби | Клімат Гамби | Клімат Гамби |
| Показник                | Січ.         | Лют.         | Бер.         | Квіт.        | Трав.        | Черв.        | Лип.         | Серп.        | Вер.         | Жовт.        | Лист.        | Груд.        | Рік          |
| Середня температура, °C | 27           | 27           | 27,4         | 27,5         | 26,7         | 24,2         | 23,1         | 23,5         | 24,9         | 26           | 26,2         | 26,2         | 25,8         |
| Норма опадів, мм        | 233          | 219.7        | 237.6        | 188.4        | 116.3        | 7.9          | 1.2          | 4.6          | 37.9         | 235.5        | 357          | 208.5        | 1847.6       |
| Днів з опадами          | 13,8         | 12,9         | 15,2         | 13           | 8,9          | 1,3          | 1,2          | 3,2          | 8,9          | 18,1         | 19,9         | 13,4         | 129,8        |
| Вологість повітря, %    | 84.1         | 82.6         | 81.5         | 83.4         | 84.4         | 83.3         | 81.7         | 81.6         | 81.8         | 83.2         | 84.5         | 85           | 83.1         |
| ----------------------- | ------------ | ------------ | ------------ | ------------ | ------------ | ------------ | ------------ | ------------ | ------------ | ------------ | ------------ | ------------ | ------------ |
| Джерело: Weatherbase    |              |              |              |              |              |              |              |              |              |              |              |              |              |